# Honda Acty
Le Honda Acty est un modèle de monospaces et de camionnettes produits par le constructeur japonais automobile Honda depuis 1977, conçu pour le marché intérieur japonais (JDM). L'Acty est l'abréviation de "Activity". 

## Fin de production
La production de Honda Acty a pris fin en 2021. 

## Dans la culture populaire
Dans le manga Shuichi Shigeno et l'anime Initial D, ainsi que dans les jeux d'arcade, le Honda Acty est souvent vue en arrière-plan. 
La chaine Youtube "The Midnight Garage" utilise généralement un Honda Acty modifiée pour transporter des pièces pour ses voitures . 